# Loïs Openda
Ikoma-Loïs Openda, född 16 februari 2000 i Liège, är en belgisk fotbollsspelare (anfallare) som spelar för RB Leipzig och Belgiens landslag.

## Klubbkarriär
Den 6 juli 2022 värvades Openda av franska Lens.
Openda visade sina färdigheter på planen och gjorde 21 mål i franska Ligue 1. RB Leipzig blev intresserade av spelaren och värvade honom den 14 juli 2023.

## Landslagskarriär
Openda debuterade för Belgiens landslag den 8 juni 2022 i en 6–1-vinst över Polen, där han blev inbytt i den 84:e minuten mot Michy Batshuayi. I november 2022 blev Openda uttagen i Belgiens trupp till VM 2022.

## Privatliv
Openda är av marockansk och kongolesisk härkomst.

## Meriter
Club Brugge
- Vinnare av Belgiska supercupen: 2018